# II-60

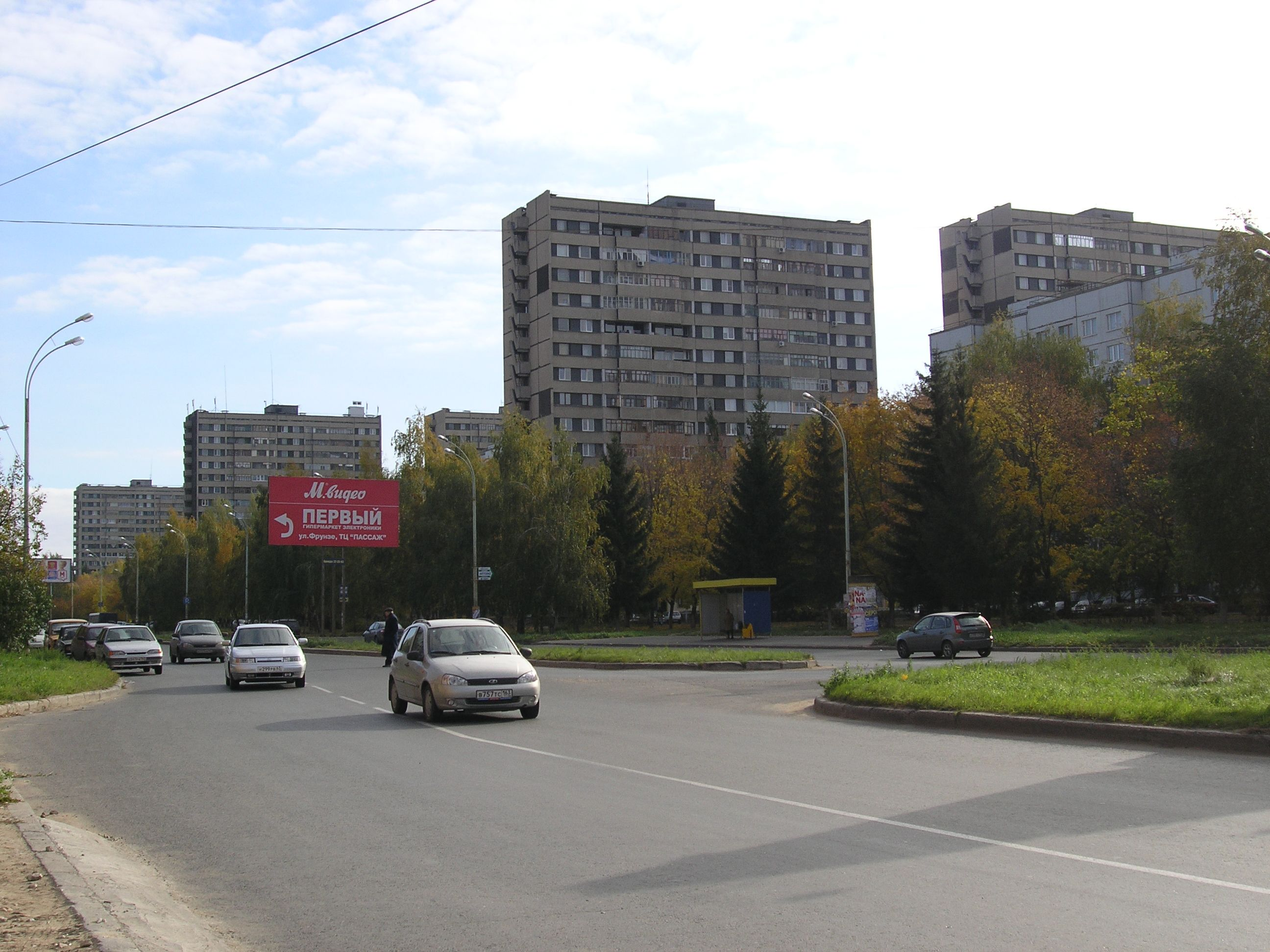
Дома серии II-60 в Тольятти

II-60 (разг. Ташкентская планировка) — серия панельных многоэтажек. Серия была разработана в 1964 году для строительства в экспериментальном жилом комплексе в Тропарёво, в Москве, однако дома данной серии там так и не были построены. Серия же стала применяться с конца 1960-х при застройке различных городов СССР. Дома этой серии встречаются в Самаре, Тольятти, Железнодорожном, Волгодонске, Удомле, Десногорске, Волгограде, Оренбурге, Сызрани, Арзамасе, Курчатове, Пензе, Балаково, Южноукраинске и т.д. Проект разработан МНИИТЭП совместно с ЦНИИЭП-жилища.
Более всего эта серия известна по покинутому в связи с аварией на Чернобыльской АЭС городу Припять (Украина). На улице Лазарева находятся две высотки с гербами СССР и УССР, что является своего рода визитной карточкой Припяти. Всего в Припяти 5 таких домов. 
Строилась в основном в 16-этажном варианте, встречаются 12-этажные и 9-этажные. Имеет 1-подъездные и 2-подъездные варианты. Есть версии без наружных пожарных лестниц на торцах, а также версия с закрытыми и отдельно пристроенными лестницами. Дома в основном строил «Минатомстрой», поэтому эта серия встречается в городах с АЭС, часто в паре с типовым проектом 121-60-25.
Дом имеет два пролёта, на этажах имеются 2 шахты пожарной вентиляции и пожарный водопровод.  
Задняя сторона первого этажа дома проектировалась под общественные нежилые помещения, в которых, как правило, находились библиотеки, клубы, кружки и т.д. Подвал задней стороны освобождён от инженерных коммуникаций и имеет свободные не используемые пространства.

## Характеристики
- Тип дома — панельный
- Этажность — 16, 12, 9
- Квартиры — 1-, 2-, 3-комнатные
- Производитель — местные ЖБК
- Годы строительства — 1970—1991